# Kurija Švarcovina
Kurija Švarcovina (Nespeš), građevina u mjestu Nespeš, u gradu Sveti Ivan Zelina, zaštićeno kulturno dobro.

## Opis
Kurija Švarcovina u Nespešu nalazi se na osami usred brežuljka. Podignuta je krajem 18. ili početkom 19. stoljeća u kasnobarokno – klasicističkim oblicima. To je jednokatnica pravokutne tlocrtne osnove pokrivena četverostrešnim krovištem. Eksterijer kurije je naknadnim intervencijama djelomično izgubio izvoran izgled. Unutrašnji raspored prostorija jednostavan je i funkcionalan. Prizemlje je svođeno bačvastim svodom sa susvodnicama, prostorije na katu imaju drvene grednike oslikane geometrijskim motivima. Poluukopani podrum svođen je češkim i bačvastim svodom. Od zelenila je sačuvano nekoliko stabala smreka i pačempresa. Jedna je od vrednijih kurija zelinskog kraja.

## Zaštita
Pod oznakom Z-3832 zaveden je kao nepokretno kulturno dobro - pojedinačno, pravna statusa zaštićena kulturnog dobra, klasificirano kao "sakralna graditeljska baština".